# Festival do Inajá
O Festival do Inajá é um Festival Cultural Tradicional que teve sua primeira edição no ano de 1989 em São Joaquim do Pacuí, que fica localizada na Zona Rural de Macapá no estado do Amapá. O nome do festival vem da vasta quantidade de inajás na região. No festival é possível encontrar de comidas a adereços a partir do Inajá, além de uma programação que dura três dias seguidos com atrações musicais, concurso de miss mirim, miss inajá, melhor iguaria, e maior cacho do fruto. Desde sua criação o festival já realizou 29 edições. 